# Live at Java Joe's

Live at Java Joe's est le premier album enregistré live et autoproduit du chanteur compositeur américain Jason Mraz.

## Liste des chansons
1. "Running" (6:37)
2. "Did I Fool Ya?" (4:42)
3. "Little You And I" (5:36)
4. "You And I Both" (3:31)
5. "1000 Things" (3:34)
6. "Dream Life of Rand McNally" (9:13)
7. "Halfway Home" (4:43)
8. "Bright Eyes" (3:56)
9. "After An Afternoon" (3:10)
10. "Conversation With Myself" (5:55)
11. "Common Pleasure" (3:51)
12. "0% interest" (7:10)
13. "At Last/Sleep All Day" (7:02)
14. "Hey Love" (4:44)